# امانوئل بلاردی
امانوئل بلاردی (انگلیسی: Emanuele Belardi؛ زادهٔ ۹ اکتبر ۱۹۷۷) بازیکن فوتبال اهل ایتالیا است.
از باشگاه‌هایی که در آن بازی کرده‌است می‌توان به باشگاه فوتبال رجینا، باشگاه فوتبال مودنا، باشگاه فوتبال پون سیتی، باشگاه فوتبال یوونتوس، باشگاه فوتبال اودینزه، باشگاه فوتبال دلفینو پسکارا، باشگاه فوتبال چزنا، و باشگاه فوتبال ناپولی اشاره کرد.